# Acer oliverianum
Acer oliverianum é uma espécie de árvore do gênero Acer, pertencente à família Aceraceae.